# IV (Winger)
IV è il quarto album in studio del gruppo musicale statunitense Winger, pubblicato il 20 ottobre 2006 dalla Frontiers Records. 
Si tratta del primo disco composto interamente di inediti dai tempi di Pull nel 1993, nonché del lavoro che ha sancito la definitiva riunione del gruppo dopo diversi anni di inattività.
La copertina dell'album è stata disegnata da Ethan Van Sciver, fumettista noto per la sua militanza nella DC Comics.

## Tracce
Testi e musiche di Kip Winger e Reb Beach, eccetto dove indicato.
1. Right Up Ahead – 5:07
2. Blue Suede Shoes – 3:46
3. Four-Leaf Clover – 4:18
4. M16 – 3:57 (K. Winger)
5. Your Great Escape – 3:55 (K. Winger, Beach, Paul Winger)
6. Disappear – 3:49
7. On a Day Like Today – 6:24 (K. Winger, Beach, P. Winger)
8. Livin' Just to Die – 3:40
9. Short Flight to Mexico – 4:18 (K. Winger, Beach, P. Winger)
10. Generica – 6:33
11. Can't Take It Back – 4:07

Traccia bonus dell'edizione giapponese
1. Blue Suede Shoes (Acoustic) – 3:32 (Carl Perkins)

## Formazione

### Gruppo
- Kip Winger – voce, basso, chitarra acustica, tastiere
- Reb Beach – chitarra solista, cori
- John Roth – chitarra ritmica, cori
- Rod Morgenstein – batteria, percussioni, cori
- Cenk Eroglu – tastiere, chitarre

### Altri musicisti
- Denny McDonald – cori aggiuntivi
- Paul Winger – cori aggiuntivi

### Produzione
- Kip Winger – produzione, ingegneria del suono, missaggio
- Tony Green, Matt Abbott, John Roth – ingegneria del suono (assistenti)
- Buckley Miller, Steve Warren – ingegneria Pro Tools
- Richard Dodd – mastering
- Ethan Van Sciver – copertina